# Brixen
Brixen (phát âm tiếng Đức: [ˈbrɪksn̩]; tiếng Ý: Bressanone [bressaˈnoːne]; Ladin: Porsenù or Persenon) là một thị xã ở Nam Tirol ở Bắc Ý, cách Bolzano nằm ở phía nam 40 kilômét (25 mi).

## Địa lý
Được đề cập tới lần đầu tiên vào năm 901, Brixen là thành phố lớn thứ ba và là thành phố cổ nhất ở vùng này, và là thủ phủ văn hóa và nghệ thuật của thung lũng này. Nó nằm ở hợp lưu của các con sông Eisack và Rienz, 40 kilômét (25 mi) về phía bắc của Bolzano và 45 kilômét (28 mi) về phía nam của đèo Brenner, biên giới giữa Ý và Áo. Nó nằm ở hợp lưu của các con sông Eisack và Rienz, 40 kilômét (25 mi) về phía bắc Bolzano và {{convert | 45 | km | mi} } phía nam đèo Brenner, trên biên giới Ý - Áo. Nó nằm ở sườn phía đông của dãy núi Plose và Telegraph (Monte Telegrafo) (2,504 m) và phía tây là núi Königsanger (Monte Pascolo) (2,436 m).
Brixen cũng đặc biệt nổi tiếng là khu vực đi trượt tuyết (Plose). Các nơi viếng thăm khác là đập thủy điện, vườn trái cây và vườn nho.